# Vrakuňa
Vrakuňa (em alemão: Preßburg-Fragendorf; em húngaro: Pozsony-Vereknye)  é um bairro de Bratislava, capital da Eslováquia. Está situado no distrito de Bratislava II, na região de Bratislava. Tem 10,3 km² de área e sua população em 2018 foi estimada em 20.267 habitantes.